# Сауткин, Михаил Фёдорович
Михаил Фёдорович Сауткин (5 июня 1930, Рязанская область — 1 февраля 2020, Рязань) — советский и российский спортсмен и специалист в области физического воспитания, спортивной медицины и лечебной физкультуры.
Бронзовый призёр Европы, серебряный призёр России, чемпион Москвы, многократный чемпион Рязани и Рязанской области — по пауэрлифтингу.
Доктор медицинских наук, профессор (1992), более десятилетия заведующий кафедрой спортивной медицины и лечебной физкультуры РязГМУ.
Заслуженный работник физической культуры РФ.

## Биография
Родился в д. Купля Шацкого района Рязанской области. Рано потерял отца. Окончил Егорьевское авиационно-техническое училище гражданского воздушного флота, где учился в 1948—1951 гг. В 1951—1954 годах работал авиатехником. Окончил с отличием Егорьевское медицинское училище, где учился в 1954—1956 гг.
В 1957—1973 гг. спортсмен, тренер по тяжёлой атлетике.
С 1956 по 1962 г. студент лечебного факультета Рязанского медицинского института (РМИ). С 1962 г. — ассистент, доцент кафедры физвоспитания, врачебного контроля и лечебной физической культуры альма-матер. В 1969 г. защитил канд. диссертацию «Динамика физического состояния студентов за годы обучения в вузе: (по материалам врачебного контроля за физическим воспитанием)». В 1976—1988 гг. заведующий кафедрой физвоспитания, врачебного контроля и лечебной физической культуры и курсом ЛФК РМИ; возглавляемая им кафедра была ведущей по МЗ РСФСР по проблеме «Состояние неспецифической резистентности организма у лиц, занимающихся физической культурой и спортом».
В 1991 г. защитил докторскую диссертацию «Медицинские основы для дифференцирования физического воспитания подрастающего поколения». С 1992 по 1999 г. зампредседателя диссовета по физиологии РязГМУ, с 1999 по 2001 г. его член. В последние годы жизни был профессором кафедры физвоспитания и здоровья РязГМУ.
Под его началом подготовлены 1 докторская и 6 кандидатских диссертаций.
Академик Международной академии информатизации.

## Награды
Награждён медалями ордена «За заслуги перед Отечеством» II степени (2014), «За доблестный труд в Великой Отечественной войне 1941—1945 гг.», «Ветеран труда», «Ветеран спорта», знаком «Отличник здравоохранения», юбилейными медалями «50 лет Победы в Великой Отечественной войне 1941—1945 гг.», «60 лет Победы в Великой Отечественной войне 1941—1945 гг.», «65 лет Победы в Великой Отечественной войне 1941—1945 гг.», «70 лет Победы в Великой Отечественной войне 1941—1945 гг.», Почётным знаком «За заслуги в развитии физической культуры и спорта», почётными грамотами Министерства здравоохранения.

## Научные труды
Автор более 300 научных публикаций, в частности по апитерапии, 13 монографий, 22 патентов на изобретение, 3 методических пособия утверждены МЗ РСФСР.
Монографии:
- Сауткин М. Ф. Медико-биологические аспекты физического развития школьников и студентов: монография / М. Ф. Сауткин. — М.: Изд-во «Физкультура и спорт», 1991. — 102 с.
- Сауткин М. Ф. Двигательная активность и экологические условия в формировании физического состояния школьников: монография / М. Ф. Сауткин. — Рязань: Изд-во РязГМУ, 2001. — 113 с.
- Макарова В. Г. Апитерапия в спортивной медицине: монография / В. Г. Макарова, М. Ф. Сауткин. — Рязань: Изд-во РязГМУ, 2004. — 68 с.
- Сауткин М. Ф. Апитерапия: не использованные резервы в спорте: монография / М. Ф. Сауткин. — Рязань: Изд-во РязГМУ, 2007. — 74 с.
- Сауткин М. Ф. Физическое состояние человека: монография / М. Ф. Сауткин. — Рязань: Изд-во РязГМУ, 2008. — 66 с.
- Сауткин М. Ф. Условия физического развития молодежи: моногр. / М. Ф. Сауткин ; Ряз.гос.мед.ун-т. — Рязань: РязГМУ, 2009. — 105 с.
- Сауткин М. Ф. Диагностика и повышение физических возможностей растущего организма / М. Ф. Сауткин; Ряз. гос. мед. ун-т. — Рязань: РИО РязГМУ, 2015. — 115 с.